# Anuanuraro
Anuanuraro (anderer Name: Heretua, alter Name: Archangel oder San Miguel Archangel) ist ein unbewohntes Atoll in Französisch-Polynesien. Das Atoll gehört zu den Duke-of-Gloucester-Inseln im Tuamotu-Archipel und ist Teil der Gemeinde Hao.
Anuanuraro ist ein kleines, nahezu rautenförmiges Atoll von 5,3 km Länge und 3,2 km Breite, die Lagune des Atolls hat keinen schiffbaren Zugang zum Meer. Die Landfläche beträgt 2,2 km², die Lagune ist 11 km² groß.
Das unbewohnte Atoll gehörte dem Perlenhändler Robert Wan, wurde 2002 jedoch von Französisch-Polynesien zurückgekauft. Das Flugfeld, welches 1982 von Wan angelegt wurde, ist nun geschlossen.